# Får (bok)
Får är en handbok för fårägare, skriven av Erik Sjödin. Boken kom i sin första upplaga 1966 och den senaste utgavs 2007.
Boken har bland annat omskrivits som "fårägarens bibel" och har, förutom ett antal omarbetningar, fått tryckas om ett flertal gånger. I den senaste utgåvan valde förlaget och Sjödin att ta med ett antal experter på skilda områden, vilket gjorde att boken blivit annorlunda utformad än de tidigare upplagorna.